# Across the Universe
Az "Across the Universe" című dal először 1969. december 12-én jelent meg a No One's Gonna Change Our World című jótékonysági albumon, majd megváltoztatott formában 1970. május 8-án a Beatles Let It Be című albumán. A dalt John Lennon írta (a szerzőség szokás szerint Lennon-McCartney). Sokan Lennon legőszintébb és legszebb dalai között tartják számon, de ennek van az egyik legzavarosabb története is.

## A dal megírása
1967 ben John házassága kezdett megromlani. Egyik éjszaka felesége, Cynthia Powell sokáig beszélt hozzá és John nem bírt elaludni. Ekkor jutott eszébe a „pools of sorrow, waves of joy – a bánat tavai, az öröm hullámai” sor. Annyira izgalomba jött, hogy keresett egy ceruzát és egy darab papírt, megírta a szöveg többi részét, majd visszafeküdt és az egészről megfeledkezett.
Reggel megtalálta a papírt, levitte a zongorájához, akkordokat kezdett játszani hozzá és a szöveghez illő dallamot keresett. A dal témáját a transzcendentális meditáció ihlette – a Beatles már 1967 nyara óta érdeklődött Maharishi Mahesh Yogi tanai iránt. Emiatt a szöveghez egy mantrát kapcsolt (Jai Guru Deva Om), ami egyben a dal refrénje is.

## A dal felvétele és változatai
1968 februárjában a Beatles összegyűlt az Abbey Road Studiosban, hogy indiai utazásuk előtt egy kislemezt vegyenek fel. Paul ajánlata a "Lady Madonna", Johné pedig az "Across the Universe" volt. Az 1968. február 3. és 11. közötti stúdiónapokon mindkettőt felvették George "The Inner Light" és John "Hey Bulldog" című dalával együtt.
Február 4-én sikeresen felvették a dal alapját, de John nem volt elégedett az eredménnyel. Számtalan ötletet kipróbáltak: fésűt és selyempapírt, dúdolást, végül wah-wah effektet alkalmaztak a gitáron és egy tamburát adtak a kész alaphoz. McCartney az idő tájt kísérletező kedvében volt, ezért két lányt hívott be a stúdió elől vokálozni (ez volt az első alkalom, hogy nők szerepeltek Beatles-felvételen).
Ezután elkészítették a dal mono keverését, majd félretették, mert a "The Inner Light"-ot jobbnak találták. Lennon ekkoriban még LSD-függő volt (naponta többször szedte), szinte egyetlen józan pillanata sem volt. A dalt nagyon szerette – a kislemez A-oldalára szánta –,de túlságosan közel állt hozzá, nem tudta tárgyilagosan megítélni; erről tanúskodnak sikertelen felvételek is.
Áprilisban visszatértek Indiából, és az ott írt dalaikat akarták felvenni (ezekből lett a Fehér Album), így az "Across the Universe" továbbra is a polcon porosodott. 1968 őszén a Beatles fontolóra vette, hogy a Yellow Submarine című animációs filmhez készült dalokat egy középlemezen jelentessék meg, rajta a dallal. Az EP keverése már el is készült, de mégsem adták ki. Az indiai út során Lennon elfordult a Transzcendentális Meditációtól és a Maharishiben is csalódott; a dal mantraszerű refrénje idejétmúltnak tűnt. Dalai a Fehér Albumon dühösebbek és több erőt (ihletet) sugároznak.
Az 1968. februári felvételek alkalmával Spike Milligan látogatta meg a zenekart. Elmondta, hogy egy jótékonysági album kiadását szervezte a World Wildlife Fund javára. Amikor meghallgatta a dalt, megtetszett neki, és elkérte a Beatlestől. Még később az évben neki is adták, és George Martin elkészítette a dal sztereó keverését. Az eredeti felvétel (mono és sztereó) hossza 3:37. A jótékonysági album kedvéért a kezdés és az elúszás alá madárcsicsergést tettek, majd felgyorsították; 20 másodpercnyi effekttel is csak 3:49 hosszú lett. A dal először ebben a formában jelent meg 1969. december 12-én, a No One's Gonna Change Our World című albumon.
Bár John sosem volt elégedett a felvétellel, a dalt nagyon szerette, 1969 januárjában, a Get Back-üléseken gyakran játszotta; az erről készült felvételek a Let It Be című filmben is láthatóak. Az albumnak illenie kellett a filmhez, ezért ennek a dalnak is szerepelnie kellett rajta. Lennon változó intenzitással vett részt a munkában; kevés dala miatt úgy gondolták, hogy ez megfelelő helykitöltő lesz.
Glyn Johns újrakeverte a februári felvételeket: egy akusztikus felvételt készített és visszaállította az eredeti sebességet. Johns két változatot is készített az albumból, de hivatalosan egyik sem jelent meg, a dal ma ismert változata Phil Spector műve. Mint ahogy sok más dallal tette, az alaphoz nagyzenekart és kórust adott, eltávolította a madárhangokat, majd az egészet 3:48-ra lassította.
Az 1968. februári felvételek egyik alternatív változata (még az eredeti előtt készült) rájátszások nélkül 1996-ban, az Anthology 2-n jelent meg. Erre gyakran mint a „pszichedelikus” változatra utalnak az erős tablajáték miatt; ezen még elég szembetűnő a zenekar bizonytalansága afelől, hogy merre haladjanak tovább.
Az 1968 februárjában felvett alapot (újra) újrakeverték és feltették a 2003-as Let It Be… Naked című albumra; itt szintén visszaállították az eredeti sebességet, de Phil Spector nagyzenekari rájátszásait is eltávolították.

## Feldolgozások
| Előadó                                | Kiadás ideje | Az album címe                             |
| Cilla Black                           | 1970         | Sweet Inspiration                         |
| David Bowie                           | 1975         | Young Americans                           |
| Roger Waters                          | 1985         | Tribute to John Lennon                    |
| Vadim Brodski                         | 1986         | Beatles Symphony                          |
| Cyndi Lauper                          | 1989/2009    | Unreleased/Across the Universe            |
| Lana Lane                             | 1988         | Ballad Collection, Vol. 1                 |
| Laibach                               | 1988         | Let It Be                                 |
| 10cc                                  | 1995         | 10cc Alive                                |
| Nikolay Rastorguyev                   | 1996/2007    | Четыре ночи в Москве/Birthday (With Love) |
| Aine Minogue                          | 1997         | Between the Worlds                        |
| Fiona Apple                           | 1998         | Pleasantville Soundtrack                  |
| Rufus Wainwright                      | 2002         | Poses                                     |
| Verdena                               | 2003         |                                           |
| Ben Allison & Medicine Wheel          | 2004         | Buzz                                      |
| John Butler Trio                      | 2004         | What You Want                             |
| Kingdom Come                          | 2006         | Ain't Crying for the Moon                 |
| Jim Sturgess                          | 2007         | Across the Universe Soundtrack            |
| Seether                               | 2008         | iTunes Originals – Seether                |
| Justin Mauriello                      | 2010         | Justin Sings the Hits                     |
| Brian Molko                           | 2010         |                                           |
| Hikaru Utada                          | 2010         |                                           |
| Beady Eye                             | 2011         |                                           |
| Bill Frisell                          | 2011         | All We Are Saying                         |
| Scorpions                             | 2011         | Comeblack                                 |
| Denise Ho                             | 2012         | 無臉人演唱會                              |
| Chris Hadfield and the Wexford Gleeks | 2013         |                                           |

## Közreműködők
- John Lennon – ének, vokál, akusztikus ritmusgitár, szólógitár
- Paul McCartney – vokál, zongora
- George Harrison – vokál, szitár, tambura
- Ringo Starr – maracas
- George Martin – Hammond orgona
- Lizzie Bravo – vokál
- Gayleen Pease – vokál
- ismeretlen vonósok és kórus

### Produkció
- Ken Scott – hangmérnök
- George Martin – producer